# Hans von Hülsen (General)
Hans Jakob Fürchtegott Kasimir von Hülsen (* 6. August 1776 in Königsberg; † 16. November 1849 in Berlin) war ein preußischer Generalmajor.

## Leben

### Herkunft
Seine Eltern waren der Landrat Karl Wilhelm von Hülsen (* 4. März 1734; † 5. Mai 1810) und dessen Ehefrau Eleonore Albertine Kasimira, geborene Gräfin von Schlieben (* 21. Juli 1751; † 9. April 1797) aus dem Haus Birkenfeld. Sein Vater war Stabskapitän a. D., zuletzt im Infanterieregiment „von Zastrow“ sowie Erbherr von Zohlen, Maraunen, Besseleck, Sudlack, Bauditten und Dynisten. Sein Bruder Kasimir von Hülsen (1778–1858) war preußischer Generalmajor.

### Laufbahn
Hülsen trat im Jahr 1792 als Gefreitenkorporal in das Infanterieregiment „von Wildau“ der Preußischen Armee ein und nahm mit diesem Verband zwei Jahre später am Feldzug in Polen teil. Am 8. November 1794 wurde er zum Fähnrich und am 15. Oktober 1795 zum Sekondeleutnant befördert. 1804 folgte seine Ernennung zum Bataillonsadjutanten. Noch am 20. Dezember 1806 wurde Hülsen Premierleutnant. Während des Vierten Koalitionskrieges kämpfte er in den Gefechten bei Weichselmünde, Waltersdorf, Braunsberg sowie bei der Verteidigung von Danzig.
Am 14. Juli 1807 erhielt Hülsen für Danzig den Orden Pour le Mérite, da er bei Weichselmünde einen Hauptmann und zwölf Mann gefangen nahm. Am 4. September 1809 kam er als Stabskapitän in das 4. Ostpreußische Infanterie-Regiment und avancierte am 8. Oktober 1811 zum Kapitän und Kompaniechef. Im Feldzug von 1812 kämpfte Hülsen im Gefecht bei Schlockhof, Eckau und Ragnit. In Schlockhof wurde er am linken Knie verwundet. Während der Befreiungskriege kämpfte Hülsen in den Schlachten bei Großbeeren, Dennewitz und Leipzig. Für Dennewitz wurde er mit dem Eisernen Kreuz II. Klasse ausgezeichnet. Bei Leipzig wurde Hülsen schwer verwundet und musste in die Heimat zurück. Zuvor kämpfte er noch bei der Belagerung von Spandau und den Gefechten bei Zuckow, Wittenberg und Coswig. In der Zeit wurde er am 20. Dezember 1813 Bataillonskommandeur im 1. Westfälischen Landwehr-Infanterie-Regiment mit dem Charakter eines Majors. Am 28. Juli 1814 bekam er das Patent zu diesem Dienstgrad. Mit dem Regiment kämpfte er bei Ligny, wo Hülsen den Orden des Heiligen Wladimir IV. Klasse erwarb, aber auch erneut schwer verwundet wurde.
Am 25. August 1815 beauftragte man ihn mit der Führung des Westpreußischen Landwehr-Infanterie-Regiments (7/6). Am 31. Mai 1816 kam er dann zum 1. Kleverischen Landwehr-Infanterie-Regiment. Am 5. Oktober 1817 erhielt Hülsen die Ernennung zum Regimentskommandeur, aber auf Grund seiner Verletzungen war er nicht mehr feldtauglich. Daher wurde er am 27. November 1817 in das 4. Departement (Montierung) des Kriegsministeriums versetzt. In dieser Stellung erhielt Hülsen am 30. März 1822 mit Patent vom 7. April 1822 die Beförderung zum Oberstleutnant. Seine Leistungen im Ministerium wurden am 6. Februar 1823 von König Friedrich Wilhelm III. mit einer Prämie von 400 Talern gewürdigt. Am 30. März 1828 wurde er Oberst mit Patent vom 2. April 1828 und am 30. März 1835 wurde Hülsen der Charakter als Generalmajor verliehen. Unter Verleihung des Roten Adlerordens II. Klasse mit Eichenlaub erhielt Hülsen am 18. März 1838 seinen gewünschten Abschied mit Pension. Am 22. Januar 1843 wurde ihm noch der Stern zum Roten Adlerorden 2. Klasse mit Eichenlaub verliehen. Er starb am 16. November 1849 in Berlin und wurde am 19. November 1849 auf dem Garnisonfriedhof beigesetzt.

### Familie
Er heiratete am 5. Juli 1803 in Bartenstein Friederike Wilhelmine Karoline von Klüchtzner (* 12. April 1778; † 19. März 1830) aus dem Haus Wodungsheim, eine Tochter des Generals Karl Ludwig Ferdinand von Klüchtzner. Sie wurde am 23. März 1830 auf dem Garnisonfriedhof beigesetzt. Das Paar hatte mehrere Kinder:
- Georgine Amalia Kasimira Friederike Karoline Gottliebe Dorothea Amalie (* 4. Mai 1804; † 17. Februar 1887) ⚭ Philipp von Wussow (1792–1870), General der Infanterie
- Viktoria Cäcilie Luise Emma (* 18. April 1810; † 13. Februar 1885) ⚭ 1841 Eugen Rudolf von Holtzendorff (* 24. Oktober 1804; † 11. Mai 1860), Rittmeister a. D. im 3. Kürassier-Regiment[1]
- Botho Hermann Alexander Hans Kasimir (1815–1886), Major a. D., Generalintendant der Schauspiele ⚭ Gräfin Helene von Haeseler (1829–1892)